# 時よとまれ、君は美しい/ミュンヘンの17日
『時よとまれ、君は美しい/ミュンヘンの17日』（ときよとまれ、きみはうつくしい/ミュンヘンのじゅうしちにち、原題: Visions of Eight）は、1973年9月21日に公開された記録映画。

## 概要
1972年8月26日から17日間に渡って開催されたミュンヘンオリンピックの公式記録映画。東和45周年記念作品。文部省選定。芸術祭参加。カンヌ国際映画祭出品作品。
原題の通り、8人の映画監督がそれぞれ任意の種目／題材を担当し撮影／監督したオムニバス形式になっている。当初の担当監督は10人で、聖火リレーをイタリアのフランコ・ゼフィレッリが、サッカーをセネガルのウスマン・センベーヌが撮影する予定だったが、2人は辞退して8人体制となった。
製作のデビッド・ウォルパー(David L. Wolper)は「The Race for Space」という米ソ宇宙開発を題材としたドキュメンタリー映画で1959年にアカデミー賞 を獲得、以後本作を担当するまでに映画、テレビを含め400本以上の作品を手がけていた。このウォルパーにより、本作は「世界一流の映像作家8人を起用した異色のドキュメンタリー映画」となった。

## 受賞
- サン・セバスチャン映画祭特別賞。

## 各作品データ
- The Beginning / 始まりのとき[1]

監督 = ユーリー・オゼロフ (Yuri Ozerov)
脚本 = デリアラ・オゼロワ (Deliara Ozerowa)
撮影 = イーゴリ・スラブネビッチ (Igor Slabnevich)
- The Strongest / 最も強く (重量挙げ)

監督 = マイ・ゼッタリング (Mai Zetterling)
脚本 = デビッド・ヒューズ (David Hughes)
撮影 = ルネ・エリクソン (Rune Ericson)
- The Highest / 最も高く (棒高跳び)

監督 = アーサー・ペン
撮影 = ウォルター・ラサリー
- The Women / 美しき群像 (女子選手)

監督 = ミヒャエル・フレーガー
撮影 = エルンスト・ビルト (Ernst Wild)
唱(春の声) = リタ・シュトライヒ (Rita Streich)
- The Fastest / 最も速く (100メートル競走)

監督 = 市川崑
脚本 = 谷川俊太郎
アソシエイト・プロデューサー = 銭谷功
撮影 = 山口益夫 (Masio Yamaguchi) / マイク・デービス (Mike Davies) / アラン・ヒューム（Alain Hume）
音響 = 大橋鉄也
助監督 = 平野三郎兵衛
ユニット・マネージャー = ハートムット・バー（Hartmut Burr）
- The Decathlon / 二日間の苦闘 (十種競技)

監督 = ミロシュ・フォアマン
撮影 = ヨルゲン・ペルソン (Jorgen Persson)
ベートーベン・第9交響曲 (サヴァリッシュ指揮)
バイエルン民族音楽 (ビタ・ババリカ他)
- The Losers / 敗者たち (レスリング)

監督 = クロード・ルルーシュ
撮影 = ダニエル・ボクリー (Daniel Bocly)
- The Longest / 最も長い闘い (マラソン)

監督 = ジョン・シュレシンジャー
撮影 = アーサー・ウースター (Arthur Wooster)
電子音楽 = ブライアン・ホジスン (Brian Hodgson)
レインボー・コーラス = ウィルヘルム・キルマイヤー (Wilhelm Killmayer)